# Agariciidae
Agariciidae là một họ san hô trong bộ Scleractinia.

## Phân loại
- Agaricia Lamarck, 1801
- Coeloseris Vaughan, 1918
- Gardineroseris Scheer et Pillai, 1974
- Helioseris Milne-Edwards et Haime, 1849
- Leptoseris Milne-Edwards et Haime, 1849
- Pachyseris Milne-Edwards et Haime, 1849
- Pavona Lamarck, 1801

## Hình ảnh

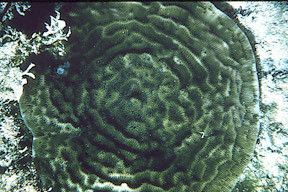
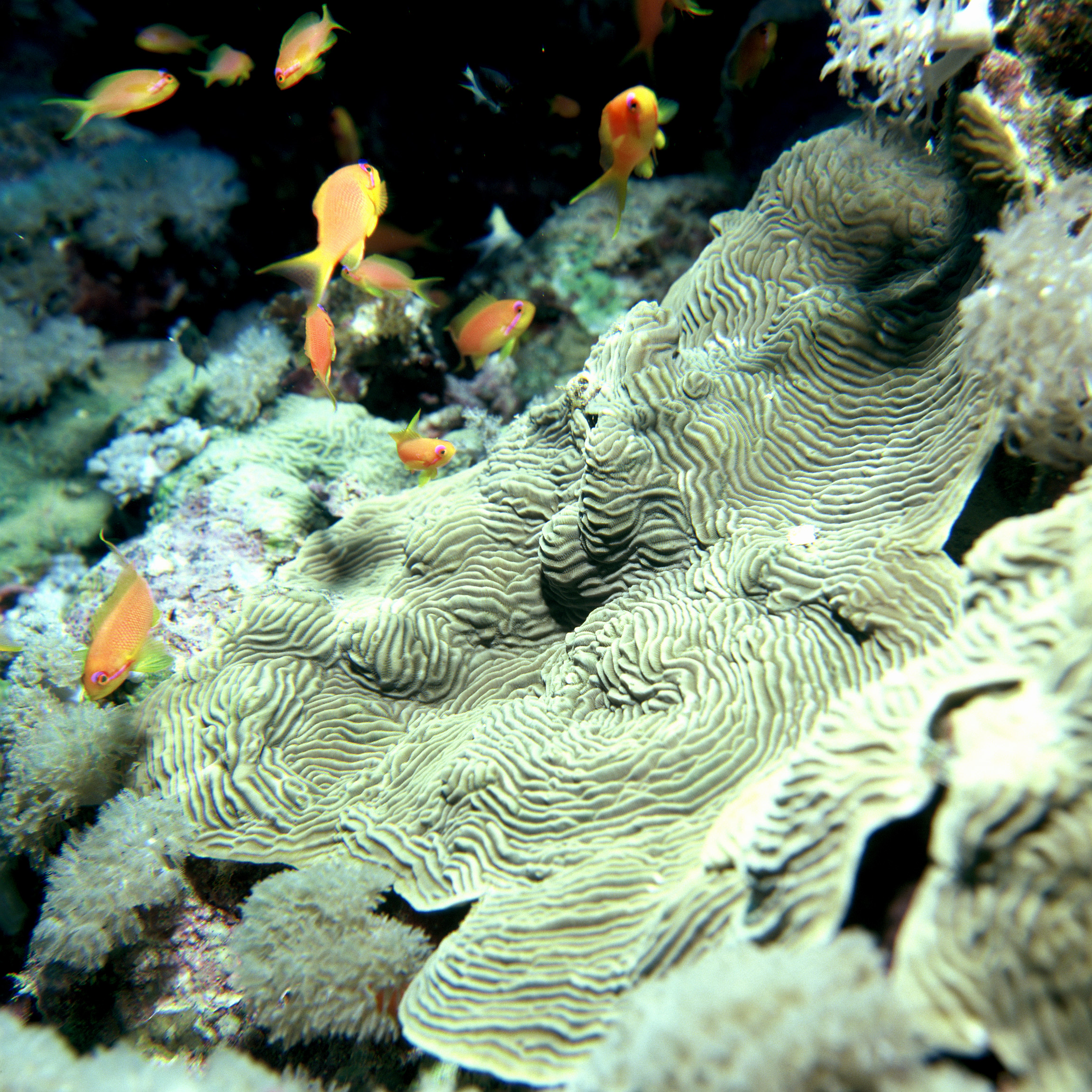